# Научно-исследовательский институт физики ОНУ имени И. И. Мечникова

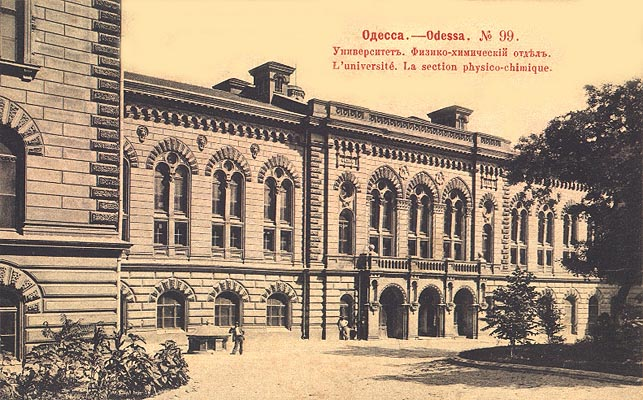
НИИ физики расположен в левом крыле здания

Научно-исследовательский институт физики Одесского национального университета имени И.И. Мечникова (ранее также носил название «Физический институт») — старейший научно-исследовательский институт в системе высшего образования на Украине. В настоящее время основное направление деятельности Института — создание научных основ фототехнологий (технологий, в которых используется свет).

Институт физики расположен в г. Одессе на ул. Пастера, дом №27. Институт занимает левое крыло физико-химического корпуса, который был построен в 1898-1899 годах для размещения физических и химических отделений Новороссийского императорского университета (архитектор Толвинский).

## История
Научно-исследовательский институт физики Одесского национального университета имени И. И. Мечникова был создан в начале XX века как Институт физики Новороссийского императорского университета. В 1926 году деятельность института была восстановлена постановлением Всеукраинского Центрального исполнительного комитета.
 
Институт был организатором проведения многих научных совещаний и конференций и, в частности, первого Всесоюзного физического съезда (1930 г.), Всесоюзной конференции по полупроводникам (1934 г.), Республиканской конференции по научной фотографии (1951 г., 1976 г., 1982 г.), Всесоюзного совещания по адсорбции (1984 г.) и других.

## Администрация
Директор — доктор физико-математических наук, профессор Тюрин Александр Валентинович

## Директора
С 1926 г. по 1964 г. директором Института физики был доктор физико-математических наук, профессор Е. А. Кириллов — лауреат Государственной премии СССР (1952 г.), заслуженный деятель науки УССР. Профессор Е. А. Кириллов был создателем и руководителем научной школы в области научной фотографии. Под руководством проф. Кириллова НИИ физики стал признанным в мире центром в области галогенсеребряной фотографии.
С 1966 г. по 1974 г. институтом руководил доктор физико-математических наук, профессор А. Е. Глауберман, видный специалист в области физики твердого тела.
С 1975 по 2005 г. директором института являлся доктор физико-математических наук, профессор В. М. Белоус.
В 1999 г. Международное научное общество научной фотографии наградило В. М. Белоуса медалью — «The 1999 Lieven Gevaert Award of the Society of Imaging Science and Technology», «за признание выдающегося вклада в области серебряногалоидной фотографии».
С 2005 г. по настоящее время институт возглавляет доктор физико-математических наук, профессор А. В. Тюрин.

## Структура
Институт физики включает в себя следующие лаборатории:
- 1. Лаборатория оптики и лазерной физики

Зав. лабораторией — доктор физико-математических наук Бекшаев Александр Янович.
- 2. Лаборатория физики твердого тела

Зав. лабораторией — доктор физико-математических наук Бондарев Виктор Николаевич.
- 3. Лаборатория физики и химии сорбционных процессов

Зав. лабораторией — доктор физико-математических наук Кутаров Владимир Владимирович.
- 4. Лаборатория проблем прикладной физики и компьютерных технологий

Зав. лабораторией — кандидат физико-математических наук Попов Андрей Юрьевич.
- 5. Лаборатория полупроводниковой электроники

Зав. лабораторией — кандидат физико-математических наук Скобеева Валентина Михайловна.

## Деятельность института
В институте физики проводились исследования по самым различным областям физики: физике твёрдого тела, лазерной физике, голографии, физике ионных кристаллов и галогенидов серебра, сорбционным явлениям, физике полупроводников и твердотельной электронике
В различное время в институте работали известные физики: Адамян В.М., Дьяченко Н.Г., Дроздов В.А., Алексеев-Попов А.В., Фойгель М.Г., Куклов А.Б., Кац Б.М., Нечаева Т.А., Гольденберг А.Б., Воронцова М.М., Броун Ж.Л., Ханонкин А.А., Козицкий С.В., Швец В.Т. и другие.